# Dụ ngôn Hạt giống tự mọc lên

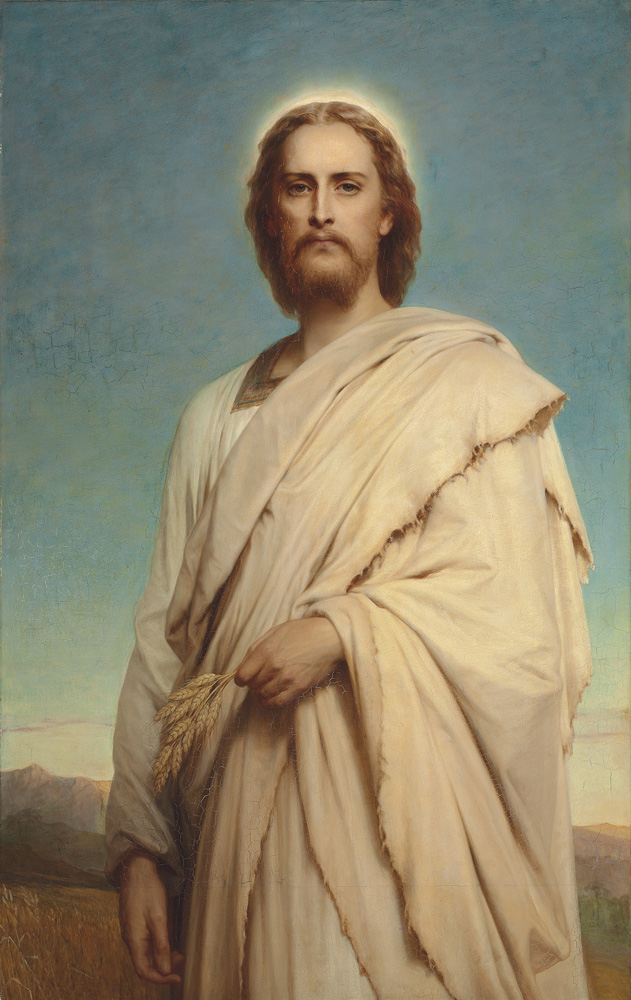
Chúa Kitô nơi ruộng ngô, tranh của Frank Dicksee

Dụ ngôn Hạt giống tự mọc lên là một dụ ngôn của Chúa Giêsu được ghi lại trong duy nhất Tin Mừng theo thánh Máccô (Máccô 4:26-29), nói về sự phát triển của Nước Thiên Chúa. Dụ ngôn này đứng liền sau dụ ngôn Người gieo giống cùng dụ ngôn Đèn để dưới thùng, và đứng liền trước dụ ngôn về hạt cải trong Tin Mừng theo thánh Máccô.
Sau đây là bản văn của dụ ngôn:
| “                                                      | Người nói: “Chuyện Nước Thiên Chúa thì cũng tựa như chuyện một người vãi hạt giống xuống đất. Đêm hay ngày, người ấy có ngủ hay thức, thì hạt giống vẫn nẩy mầm và mọc lên, bằng cách nào, thì người ấy không biết. Đất tự động sinh ra hoa màu: trước hết cây lúa mọc lên, rồi trổ đòng đòng, và sau cùng thành bông lúa nặng trĩu hạt. Lúa vừa chín, người ấy đem liềm hái ra gặt, vì đã đến mùa.” | ” |
| — Máccô 4:26–29, Nhóm Phiên dịch Các giờ kinh Phụng vụ | |   |